# Трансатлантический перелёт Алкока и Брауна

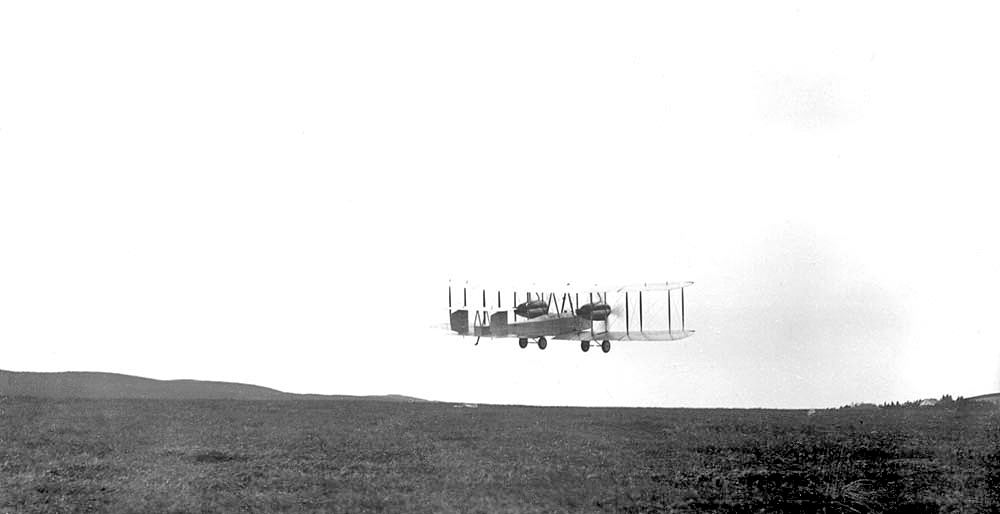
Старт из Сент-Джонса 14 июня 1919 года

Трансатлантический перелёт Олкока и Брауна 14—15 июня 1919 года — первый беспосадочный трансатлантический перелёт из Сент-Джонса (Ньюфаундленд) до Клифдена (Ирландия). Был совершён на переделанном бомбардировщике Vickers Vimy за 16 часов 28 минут британскими лётчиками Джоном Олкоком и Артуром Брауном. Пройденное расстояние составило 3040 км со средней скоростью 190 км/час.

## Предыстория
1 апреля 1913 года газета Daily Mail назначила награду в 10 000 фунтов стерлингов тому, кто первый пересечет Атлантический океан на самолете не более чем за 72 часа. Объявление гласило: 

Мы предлагаем 10000 фунтов тому, кто пересечет Атлантический океан из любого пункта в Америке до любого пункта в Великобритании или Ирландии. Разумеется, этот полет над Атлантикой может быть совершен в любом направлении. Премия может быть присуждена летчику любой национальности. Машина, на которой он полетит, может быть как английской, так и любой иностранной конструкции.
Из-за начала Первой мировой войны в 1914 году приз был отменён, но в 1918 году редакция вновь вернулась к прежней идее. Алкок и Браун, будучи опытными пилотами, с опытом боевых действий (оба побывали в плену, соответственно, в Турции и Германии), предложили свои услуги фирме Vickers. Их предложение совпало с необходимостью поддержать национальный престиж Великобритании: 8 мая 1919 года правительство США подготовило четыре гидросамолета Curtiss NC для перелёта по маршруту Нью-Йорк — Ньюфаундленд — Азорские острова — Португалия — Англия. Из четырёх самолётов лишь один — NC-4 — дошёл до конца дистанции, экипажу потребовалось на это 23 дня (полётное время 57 часов 16 минут), поэтому США не могли претендовать на приз Daily Mail. Перелёт был очень дорогим, поскольку безопасность обеспечивали 50 судов американского флота, размещённые вдоль трассы перелёта как для отслеживания погоды, так и для спасения терпящих бедствие авиаторов.
В подготовке британского трансатлантического перелёта участвовали несколько английских фирм, готовивших свои самолёты: Vickers, Handley Page, Martinsyde и Sopwith. Было решено осуществить перелёт с запада на восток, так как над Северной Атлантикой ветра дуют именно в этом направлении, а для возможностей техники 1910-х годов дистанция была предельной. 18 мая стартовали команды Sopwith и Martinsyde. Второй самолёт упал на старте, то же самое произошло спустя два месяца с командой Handley Page. Вылетевшая команда через 4 часа попала в атмосферный фронт, а далее двигатель стал перегреваться. Пришлось совершать экстренное приводнение рядом с датским пароходом, который и подобрал авиаторов в 850 милях от побережья Ирландии. Пилоты Хоукер и Маккензи-Грив за мужество были награждены половинной суммой приза — 5000 фунтов.

## Полёт

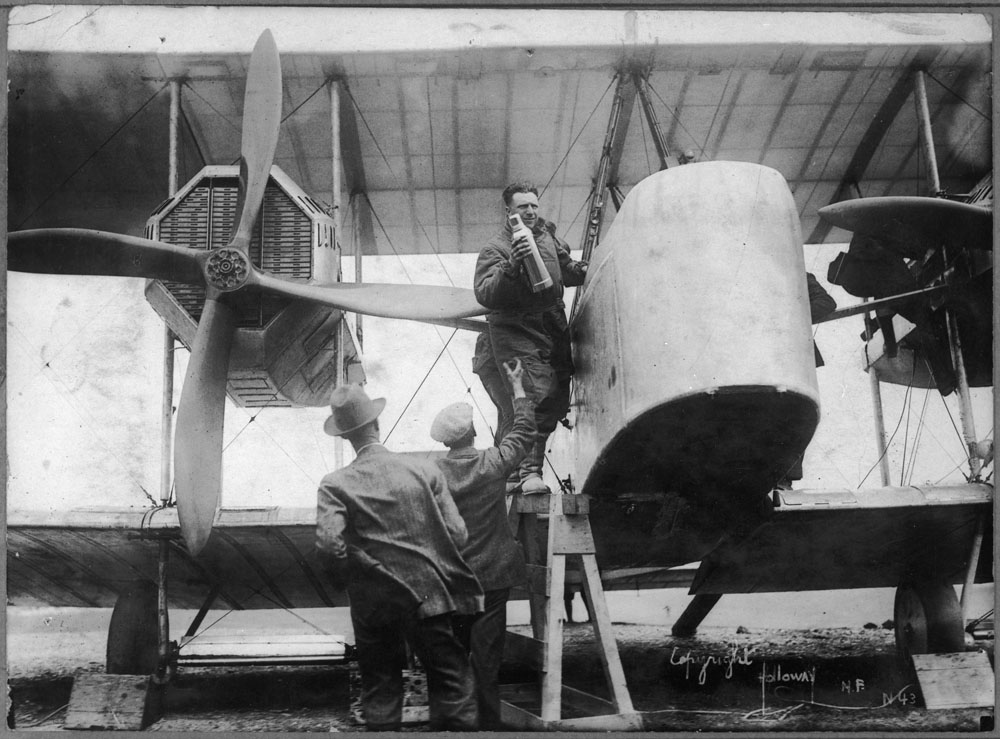
Перед полётом, 14 июня 1919 года.

Алкок и Браун долго не могли найти подходящей площадки для взлёта, видя крушение двух перегруженных самолётов на старте. Далее много времени заняло ожидание стабильно благоприятной погоды, причём 10 и 11 июня дул шквалистый ветер. К тому времени британская пресса уже пестрела упрёками в адрес «нерешительных» авиаторов. Улучшение погоды наметилось 13 июня, однако во время заправки самолётов тяжести не выдержал амортизатор шасси, после чего пришлось слить весь бензин и отремонтировать шасси. Ремонт и заправка продолжались всю ночь.
На рассвете 14 июня в сильный западный ветер пилоты стартовали, причём самолёт пробежал более 300 метров, прежде чем оторвался от взлётной полосы. Перегруженная машина даже на максимальных оборотах двигателей не могла подняться выше 400 м, в этих условиях экипаж попал в сплошную облачность. В тумане сломался ветряк электрогенератора, в результате лётчики лишились радиосвязи и подогрева лётных костюмов. Слепой полёт продолжался 7 часов, из-за некачественного топлива прогорела выхлопная труба правого двигателя, а затем выхлоп разогрел докрасна проволочную растяжку крыла, но она выдержала до конца перелёта.
К 19:30 по мере выработки топлива стало возможно набирать высоту, из облачности вышли на 1800 м. По звёздам удалось определить, что пройдено 1400 км — около половины пути до Ирландии. Средняя скорость оказалась выше расчётной — 160 км/ч. Было принято решение снизиться до 1200 м — кромки облачности.
В три часа ночи самолёт попал в грозовой фронт, Алкок потерял ориентацию и свалился в штопор, вырвавшись из облачности на высоте 150 м над штормовым океаном. Несмотря на максимальные обороты двигателей, самолёт иногда оказывался на высоте не более 15 м, пилотам казалось, что они могут дотронуться до волн. Из-за дождя со снегом началось стремительное обледенение самолёта, а снег стал забивать карбюраторы двигателей, правый мотор остановился. Браун, рискуя жизнью, пробрался по обледеневшему крылу до двигателя и запустил его. После остановки левого двигателя Брауну пришлось пятикратно повторять эту операцию.

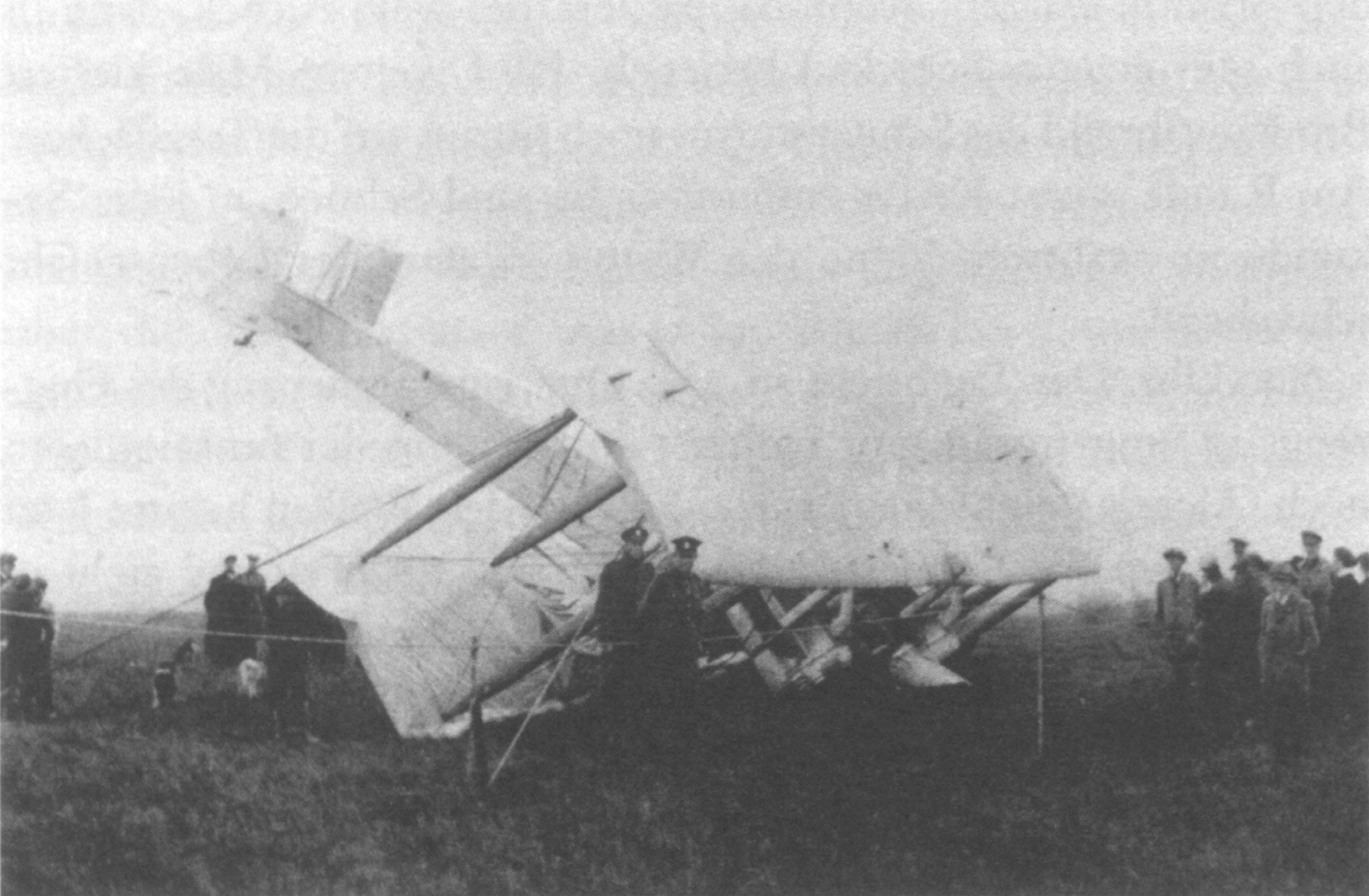
Алкок и Браун рядом со скапотировавшим самолётом. 15 июня 1919 года

Утром 15 июня вышли из облаков и через 40 минут увидели ирландское побережье. Алкок сориентировался по мачте радиостанции Клифдена и решил попытаться сесть. Рядом обнаружилось зелёное поле, которое оказалось болотом, и местные жители пытались жестами показать, что оно непригодно для посадки. Лётчики решили, что их приветствуют. После касания шасси увязло в грунте и самолёт скапотировал, впрочем, не получив серьёзных повреждений. Пилоты также не пострадали. Оказалось, что в баках оставалось ещё 1200 л топлива, что позволило бы долететь до Англии.

## После перелёта

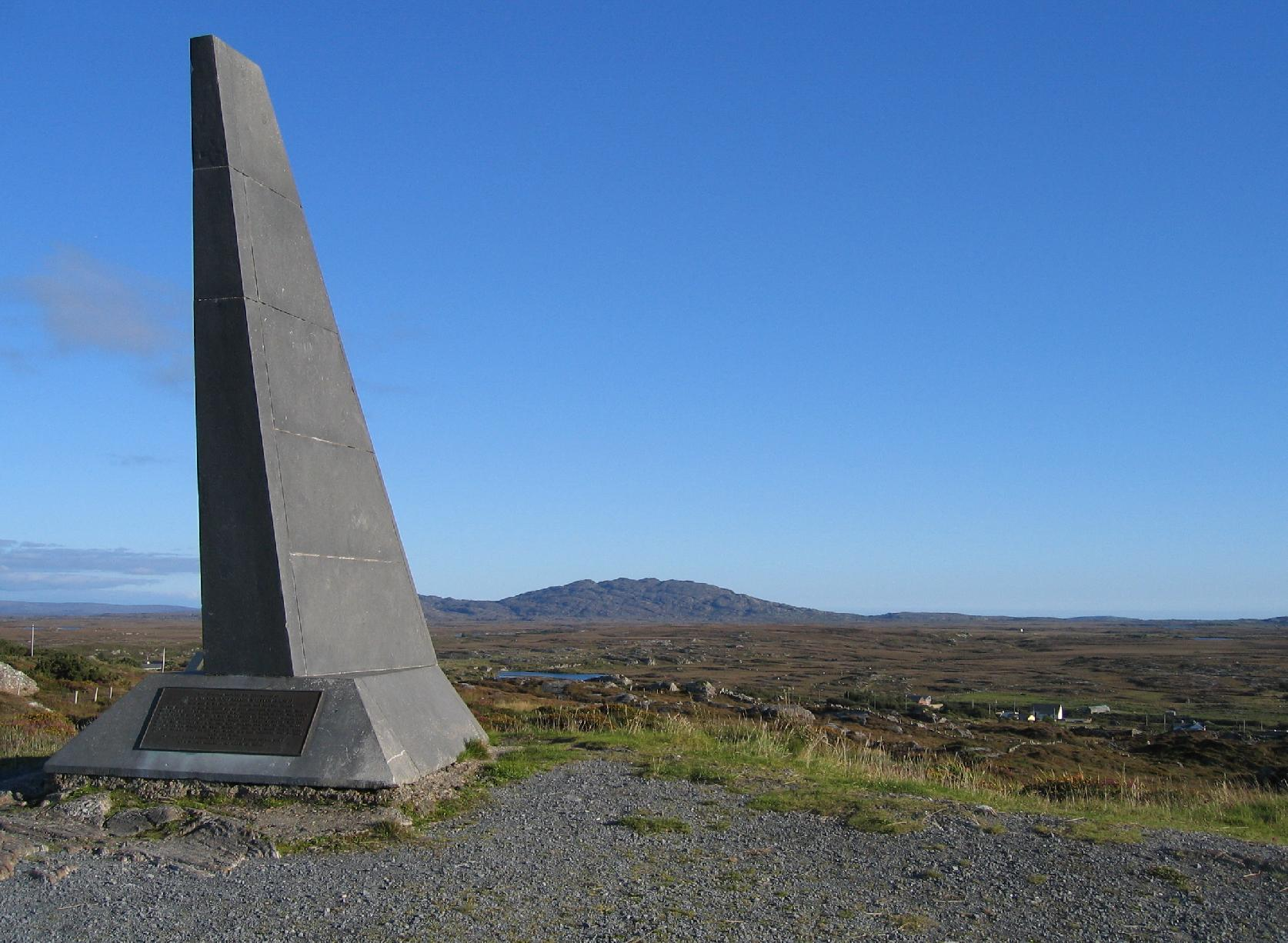
Мемориал около Клифдена.

Алкок и Браун стали национальными героями. Помимо приза в 10 000 фунтов, они получили 2000 гиней от табачной компании и приз в 1000 фунтов как первые британские подданные, перелетевшие через океан. Оба были возведены в рыцарское достоинство. 18 декабря 1919 года Алкок разбился близ Руана при облёте гидросамолёта Vickers Viking для Парижского авиасалона. Браун скончался 4 октября 1948 года.
На месте старта и посадки Алкока и Брауна установлены памятники. В 1954 году их парная статуя была установлена в аэропорту Хитроу, также памятник установлен в Манчестере — на родине Алкока. Самолёт сохранился и был установлен в Музее науки в Южном Кенсингтоне. В 1969 году была выпущена марка в честь 50-летия перелёта.
В 1994 году была построена копия самолёта Vickers Vimy, на которой известный рекордсмен Стив Фоссет 2 — 3 июля 2005 года повторил достижение Алкока и Брауна. Однако Фоссет и второй пилот Марк Реболц совершили посадку на поле для гольфа в Коннемаре.